# Larry Weinstein
Larry Weinstein (né en 1956 à Toronto) est un réalisateur de films documentaires canadien, directeur de théâtre et de télévision. La majorité de ses films est centrée sur des sujets musicaux et la représentation du processus de création, alors que ses autres sujets vont de l'horreur de la guerre aux plaisirs du football,.

## Biographie
Weinstein commence à faire des films alors qu'il est adolescent, tout en fréquentant l'école secondaire d'Earl Haig. Il fréquente ensuite l'école de cinéma de l'Université York. Puis il fait équipe avec Barbara Willis Sweete et Niv Fichman pour la fondation de Rhombus Media, en 1979,.
Les débuts de Weinstein en tant que metteur en scène ont lieu en 1984, avec Making Overtures: The Story of a Community Orchestra Faire des ouvertures : L'Histoire d'une Communauté de l'Orchestre, un court métrage de 28 minutes, nommé pour un Academy Award du meilleur documentaire court et remporte le tout premier Gemini Award du Meilleur documentaire au Canada Plus connu pour des projets autour de la musique classique tels que le cerveau de Ravel, les cheveux de Beethoven et de Mozartballs (ou Mozartbonbons), Weinstein réalise 36 films qui remportent des dizaines de prix partout dans le monde, notamment trois Emmy Awards (et plusieurs autres nominations aux Emmy) et 12 Canadian Screen/Gemini Awards personnels, ainsi que des grands prix au Canada, aux États-Unis, en France, en République tchèque, au Mexique et en Australie.
Ses films sont diffusés dans plus de 40 pays et son œuvre a été l'objet de nombreuses rétrospectives international du film, notamment celles du Festival international canadien du documentaire Hot Docs, du Festival international du film de Jakarta en Indonésie, au Doc-Aviv en Israël, au MOFFOM (Music on Film-Film on Music, soit : musique sur film-film sur la musique) en République tchèque, au Regard de son en Allemagne, à l'Impara L’Arte en Italie, au Festival du film de la Havane à Cuba et un récent hommage au TIFF Bell Lightbox de Toronto,,,,. L'Université York de Toronto, lui a décerné un doctorat honorifique.
En 2015, Weinstein fonde Larry Weinstein Productions et sa société de distribution, Dead Cow International. En 2016, The Devil's Horn un documentaire de Weinstein est créé au Hot Docs Ted Rogers Cinéma. Ses autres films de 2016, Leslie Caron: The Reluctant Star, est un documentaire sur Leslie Caron, est créé à la TIFF Bell Lightbox,.

## Filmographie
- Making Overtures: The Story of a Community Orchestra (1984)
- All That Bach (1985)
- Eternal Earth (1987)
- Ravel (1987)
- For The Whales (1989)
- The Radical Romantic: John Weinzweig (1990)
- Nights in The Gardens of Spain (1990)
- When The Fire Burns: The Life and Music of Manuel de Falla (1991)
- My War Years: Arnold Schoenberg (1992)
- Concierto de Aranjuez (1993)
- Shadows and Light: Joaquin Rodrigo at 90 (1993)
- September Songs: The Music of Kurt Weill (1994)
- Solidarity Song: The Hanns Eisler Story (1995)
- The War Symphonies: Shostakovich Against Stalin (1997)
- Hong Kong Symphony: Heaven-Earth-Mankind (1997)
- Ravel's Brain (2001)
- Andrea Bocelli: Tuscan Skies (2001)
- Toothpaste (2002)
- Stormy Weather: The Music of Harold Arlen (2002)
- Beethoven's Hair (2005)
- Burnt Toast (2005)
- Mozartballs (2006)
- Toscanini: In His Own Words (2009)
- Inside Hana's Suitcase (2009)
- Mulroney: The Opera (2011)
- God's Wrath (2011)
- The 13th Man (2012)
- Our Man In Tehran (2013)
- Clara's Big Ride (2015)
- The Devil's Horn (2016)
- Leslie Caron: The Reluctant Star (2016)
- Dreaming of a Jewish Christmas (2017)
- The Impossible Swim (2019)
- Propagande : l'art de vendre des mensonges (2019)